# غاودار
غاودار (بالفارسية: گاودار) هي قرية تقع في قسم ليراوي الجنوبي الريفي (مقاطعة ديلم) في إيران. يقدر عدد سكانها بـ 72 نسمة بحسب إحصاء 2016.